# Mamíferos voladores

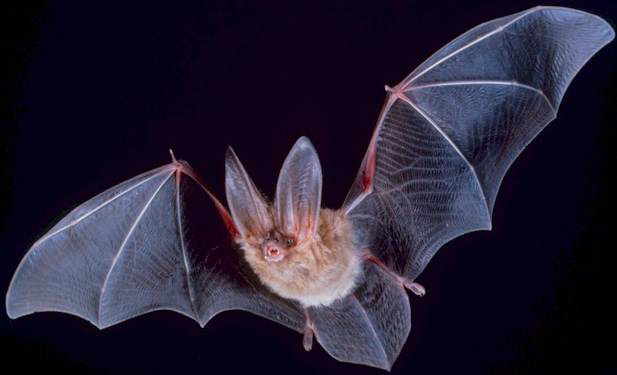
Chiroptera: Corynorhinus townsendii

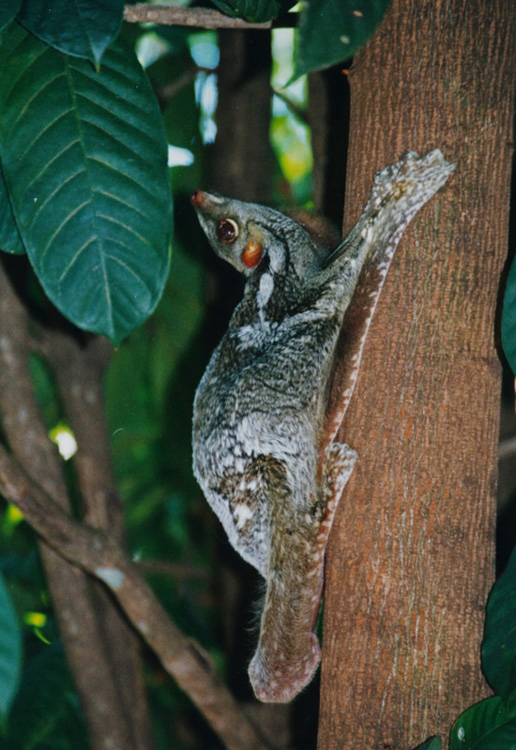
Dermoptera: Cynocephalus variegatus o caguán

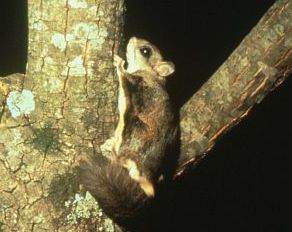
Ardilla voladora: Glaucomys sabrinus

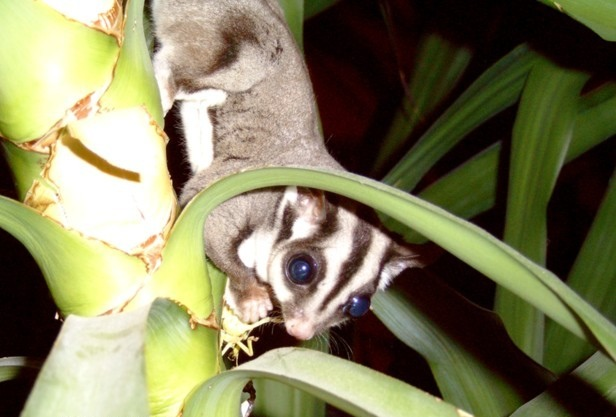
Petauridae: Petaurus breviceps

Una forma de clasificar a los mamíferos es por su adaptación al medio del que dependen:
- Mamíferos terrestres
- Mamíferos marinos
- Mamíferos voladores

aunque esta clasificación no responde a ninguna Taxonomía de los mamíferos reconocida.
Los mamíferos voladores son un grupo reducido de especies de mamíferos que pueden volar.
Precisamente en el término "volar" es donde encontramos la mayor dificultad para clasificar a los mamíferos dentro de este grupo. Según el diccionario de la RAE volar se define como "Ir o moverse por el aire, sosteniéndose con las alas". La siguiente pregunta es: ¿qué es un ala?. Continuando con el mismo diccionario, la definición de "ala" es: "Cada uno de los órganos o apéndices pares que utilizan algunos animales para volar".
Por lo tanto, podemos a continuación dar una definición más detallada sin tener que interpretar el significado de "volar".
Definición
| Mamíferos Voladores | Grupo de especies de mamíferos que pueden ir o moverse por el aire, sosteniéndose con sus propios órganos o apéndices pares. |

## Tipos de mamíferos voladores según su vuelo
El único mamífero volador con vuelo activo, pertenece al grupo de los quirópteros, el murciélago.
A partir de esta definición, podemos hacer dos subgrupos en función del tipo de vuelo: 
- Vuelo activo: aquellos que pueden impulsarse con sus alas. En este grupo sólo encontraremos a los quirópteros (murciélagos), únicos mamíferos con vuelo activo, junto con las aves y los prehistóricos pterosaurios. Se deben destacar sus impresionantes adaptaciones para el vuelo, como sus potentes alas y adaptaciones fisiológicas que permitan el ahorro energético compensando así el tremendo gasto que supone el vuelo activo. También se debe destacar su enorme diversidad en número de especies.

- Vuelo pasivo: aquellos que tan sólo pueden planear con sus alas. En esta clasificación encontraremos varias especies muy diferentes entre sí, como por ejemplo la Ardilla voladora, los ratones voladores, los Dermópteros y los Petáuridos.

Ejemplos de ardillas voladoras: Pteromys volans de Eurasia y Glaucomys volans de Norte y Centroamérica.
Ejemplos de ratones voladores (género Idiurus): Ratones voladores de orejas largas (Idiurus macrotis) y Topo o ardilla volante pigmeo (Idiurus zenkeri)

## Curiosidades
Precisamente entre los mamíferos voladores encontraremos al mamífero volador de menor tamaño, el murciélago de hocico de cerdo de Kitti (Craseonycteris thonglongyai), que apenas alcanza los 2 g de peso.
Al igual que el "mamífero volador de mayor tamaño", el zorro volador de las filipinas, que tiene una envergadura (distancia de ala a ala) de hasta 2.5 metros.